# Pachycopsis tridentata
Pachycopsis tridentata là một loài bướm đêm trong họ Geometridae.